# Уханието на любовта
„Уханието на любовта“ (на испански: Asi son ellas) е мексиканска теленовела, създадена от Карлос Ордуня.

## Сюжет
Далия, Роса, Маргарита, Нарда и Виолета са не само имена на цветя, а и на пет най-добри приятелки. Тъй като и петте имат имена на цветя в университета създават „Клуб на цветята“. Но техните съдби са коренно различни. Те направили с живота си това, което правят всички, влюбили са се, омъжили са се и са родили деца. Приятелството им е толкова силно, че са се заклели никога да не се разделят. Семействата им живеят така, както искат. Мечтаят за неделни вечери заедно с мъжете и децата им, за барбекю на двора. Но, времето, апатията и рутината ги отдалечават една от друга. В началото тази история петте „цветя“ не са се виждали от 20 години. Само Далия и Нарда поддържат връзка по телефона, за другите си приятелки отдавна нищо не знаят. Виолета започва завръзката, която позволява „Клуба на цветята“ да се възроди. Виолета решава да приключи със своя живот и този на мъжа си. Далия, Маргарита, Нарда и Роса се срещат на гроба на своята приятелка Виолета. Те се гледат една друга, и осъзнават, че не се познават. Минали са много години и те вече не са тези млади момичета, които вярват, че животът е приказка. С тях се среща и Ирене, тяхна съкурсничка, и ги кара да размислят над живота си. Сега те отново трябва да се обединят, да станат отново приятелки и да си помогнат една на друга. И тук, на гроба на първото увяхнало цвете, те сключват договор за любов и дружба, в който сега участва и Ирене.

## В България
В България сериалът е излъчен през 2005 г. по Канал 1.